# روبرت فالكو
روبرت فالكو (بالفرنسية: Robert Falco)‏ هو محامي وقاضي فرنسي، ولد في 26 فبراير 1882 في باريس في فرنسا، وتوفي بنفس المكان في 14 يناير 1960.

## وصلات خارجية
- روبرت فالكو على موقع IMDb (الإنجليزية)
- روبرت فالكو على موقع كينوبويسك (الروسية)